# Li’l Miss Vampire Can’t Suck Right
Li’l Miss Vampire Can’t Suck Right (яп. ちゃんと吸えない吸血鬼ちゃん Тянто суэнай кю:кэцуки-тян, «Вампир-тян не умеет правильно сосать») — манга, написанная и проиллюстрированная Кёсукэ Нисики. Публиковалась в ежемесячном журнале сёнэн-манги Dragon Age издательства Fujimi Shobo с мая 2021 по август 2025 года, и по состоянию на апрель 2025 года издана в восьми томах-танкобонах. Студией Feel манга адаптирована в формат аниме-сериала, премьера которого запланирована на октябрь 2025 года.

## Сюжет
В одном с Тацутой Отори классе учится Луна Исикава — популярная ученица, имеющая среди своих одноклассников репутацию холодной и загадочной девушки. Будучи вампиршей, она испытывает трудности с сосанием крови, что её сильно расстраивает. Узнав обо всём этом, Тацута предлагает Луне свою помощь.

## Персонажи
Луна Исикава (яп. 石川 月菜 Исикава Руна) — главная героиня истории, вампирша, столкнувшаяся с трудностью сосания крови у людей. Из-за этого она часто испытывает голод, который скрывает посредством поедания сладостей. У неё появляются чувства к Тацуте, который предложил помочь с её проблемой.
Сэйю: Аманэ Синдо (vomic); Минами Танака (аниме)
Тацута Отори (яп. 大鳥 辰太 О:тори Тацута) — одноклассник Луны, предложивший помочь ей стать лучше в сосании крови.
Сэйю: Сюн Хориэ (vomic); Кэнсё Оно (аниме)
Эйко Сакума (яп. 佐久間 瑛子 Сакума Эйко)
Сэйю: M.A.O (аниме)
Миса Кусоноки (яп. 楠木 美紗 Кусоноки Миса)
Сэйю: Икуми Хасэгава (аниме)
Даити Тиба (яп. 千葉 大地 Тиба Даити)
Сэйю: Кацуми Фукухара
Сатору Дэгути (яп. 出口 悟 Дэгути Сатору)
Сэйю: Юя Хиросэ
Маими Судзуки (яп. 鈴木 舞美 Судзуки Маими)
Сэйю: Сион Вакаяма
Юй Хасимото (яп. 橋本 結衣 Хасимото Юй)
Сэйю: Кономи Инагаки
Юкари Хэмми (яп. 辺見 紫 Хэмми Юкари)
Сэйю: Аяса Ито
Мисудзу Кириминэ (яп. 霧峰 みすず Кириминэ Мисудзу)
Сэйю: Котоно Мицуиси

## Медиа

### Манга
Манга Li’l Miss Vampire Can’t Suck Right, написанная и проиллюстрированная Кёсукэ Нисики, публиковалась в ежемесячном журнале сёнэн-манги Dragon Age издательства Fujimi Shobo с 8 мая 2021 по 8 августа 2025 года. На апрель 2025 года главы манги были скомпонованы в восемь томов-танкобонов. Первый том поступил в продажу 8 октября 2021 года; девятый и последний будет выпущен в октябре 2025 года. Вместе с выпуском первого тома были опубликованы два видеоролика в формате озвученных комиксов (vomic), которые доступны на официальном YouTube-канале Kadokawa.
С октября 2025 года в журнале Dragon Age начнётся публикация спин-оффа, который будет состоять всего из трёх глав.
В феврале 2025 года американское издательство Yen Press объявило о приобретении прав на публикацию манги на английском языке. С 7 июня 2025 года перевод глав на английский язык публиковался в глобальной версии сервиса BookWalker издательства Kadokawa.

#### Список томов
| №  | Дата публикации    | ISBN                   |
| -- | ------------------ | ---------------------- |
| 01 | 8 октября 2021 г.  | ISBN 978-4-0407-4314-1 |
| 02 | 9 марта 2022 г.    | ISBN 978-4-0407-4464-3 |
| 03 | 9 сентября 2022 г. | ISBN 978-4-0407-4671-5 |
| 04 | 7 апреля 2023 г.   | ISBN 978-4-0407-4938-9 |
| 05 | 6 октября 2023 г.  | ISBN 978-4-0407-5171-9 |
| 06 | 9 мая 2024 г.      | ISBN 978-4-0407-5441-3 |
| 07 | 9 октября 2024 г.  | ISBN 978-4-0407-5645-5 |
| 08 | 9 апреля 2025 г.   | ISBN 978-4-0407-5868-8 |

### Аниме
Об адаптации манги в формат аниме-сериала стало известно 4 февраля 2025 года. К его производству приступила студия Feel, на должность режиссёра была назначена Саяка Ямаи, сценаристкой стала Юнико Аяна, дизайнером персонажей — Такуя Тани, а композитором — Томоки Кикуя. Премьера аниме-сериала запланирована на октябрь 2025 года на Tokyo MX и других телеканалах. Открывающая музыкальная тема — «Seishun no Silhouette» (яп. 青春のシルエット Сэйсюн но сируэтто, «Силуэт юности»), исполненная группой HΔG; закрывающая — «Senko Hanabi» (яп. 線香花火 Сэнко: ханаби, «Бенгальские огни»), исполненная HΔG и Минами Танакой.